# Барнс, Джон
Джон Чарльз Бра́йан Барнс, Джон Чарли Бернс (англ. John Charles Bryan Barnes; 7 ноября 1963, Кингстон, Ямайка) — английский футболист, игравший за «Уотфорд», «Ливерпуль», «Ньюкасл Юнайтед» и «Чарльтон Атлетик».
После окончания карьеры игрока Барнс был помощником Кенни Далглиша в шотландском «Селтике». В 2008—2009 годах руководил сборной Ямайки.

## Клубная карьера

### «Уотфорд»
Барнс переехал в Англию после окончания школы в Ямайке, и был замечен скаутами «Уотфорда» в матче любительской команды «Сэдбери Коурт», играющей в одном из низших дивизионов Англии. После успешной игры за резерв «Уотфорда», Барнс подписал контракт с новым клубом.
Барнс дебютировал в «Уотфорде» 5 сентября 1981 года, когда ему было 17 лет. «Золотые мальчики» сыграли вничью 1:1 с «Олдем Атлетик» во втором дивизионе футбольной лиги на домашнем стадионе «Уотфорда» «Викарэйдж Роуд». В то время главным тренером клуба был Грэм Тейлор.

### «Ливерпуль»
9 июня 1987 года после 292 игр и 83 голов Барнс покинул «Уотфорд» и присоединился к «Ливерпулю» Кенни Далглиша за 900 000 £.
Барнс впервые сыграл в составе «красных» 15 августа 1987 года в победном матче с «Арсеналом» на «Хайбери» (1:2) в матче лиги. Джону и, также дебютировавшему за «Ливерпуль» полузащитнику Питеру Бёрдсли, потребовалось лишь 9 минут, чтобы доказать, что деньги на них были потрачены не зря. Мерсисайдцы провели классную атаку, которая закончилась точным ударом Джона Олдриджа. Первый гол за «Ливерпуль» Барнс забил 12 сентября того же года, в котором «красные» в родных стенах уверенно разобрались с «Оксфорд Юнайтед» со счётом 2:0. На 2-й минуте счёт открыл Олдридж, отправивший мяч в сетку своего бывшего клуба, а спустя 25 минут упрочил преимущество Джон Барнс.
В своём первом сезоне в составе «Ливерпуля» Барнс забил 15 голов и завоевал титул чемпиона страны, а также помог своей команде избежать поражения в 29 матчах подряд и окончить сезон лишь с двумя проигрышами. Однако, в финале кубка Англии «красные» были повержены «Уимблдоном» со счётом 1:0. А из-за случившейся незадолго до этого трагедии на Эйзеле, все английские клубы были дисквалифицированы на несколько сезонов, а «Ливерпуль» отбывал дисквалификацию дополнительно три года.
Барнс получил от болельщиков прозвище «Копатель». Прозвище прикрепилось и некоторые фанаты «Ливерпуля» до сих пор называют его так.
В следующем сезоне «Ливерпулю» удалось выиграть Кубок Англии, однако чемпионат Англии в этот раз выиграл «Арсенал», обыграв «мерсисайдцев» лишь в последнем туре с нужной «канонирам» разницей в 2 мяча.
В ранние годы Барнс часто сталкивался с расистским поведением болельщиков других команд. В дерби с «Эвертоном» на «Гудисон Парк» болельщики «ирисок» однажды бросили в Джона банан.
В 1990 году «Ливерпуль» завоевал чемпионский титул, а Барнс забил 22 гола, что стало его персональным рекордом. Легенда «Ливерпуля», Иан Раш, также провёл прекрасный сезон, однако в лиге забил на четыре мяча меньше Барнса, который тогда являлся одной из ключевых фигур в клубе.
В следующем сезоне Барнс продолжал играть за «Ливерпуль» и сборную Англии, и начал сезон 1990/91 в блестящей форме, несмотря на то, что многие болельщики были недовольны его игрой и самоотдачей в матчах за сборную. Барнс забил 16 голов за этот сезон, но, несмотря на это, «Ливерпуль» не смог составить конкуренцию «Арсеналу» в борьбе за чемпионский титул. «Канониры» завершили сезон с отрывом в шесть очков.
В 1992 году «Ливерпуль» выиграл Кубок Англии, но Барнс пропустил финальный матч из-за травмы ахиллесова сухожилия. Он сыграл лишь в последних двенадцати матчах лиги, забив один гол. «Мерсисайдцы» финишировали шестыми, что случилось впервые за два последних десятилетия, а также впервые с 1981 года «красные» не смогли пробиться в зону еврокубков.
В 1992 году Барнс страдал от травм, из-за которых, в конечном счете, он потерял свою скорость и темп. В середине 90-х, Барнс чувствовал, что близок к завершению карьеры футболиста, из-за чего он стремился выиграть трофей с национальной командой. В 1994-м «Ливерпуль» возглавил Рой Эванс.
«Ливерпуль» выиграл кубок английской Лиги в 1995 году, занял третье место в английской Премьер-лиге и проиграл финал Кубка Англии в матче с «Манчестер Юнайтед». Барнс играл на позиции опорного полузащитника, где он, Реднапп и Макманаман будут строить бесчисленное количество атак на ворота соперника. В сезоне 1995/96 Барнс играл с капитанской повязкой в отсутствие Иана Раша, который потерял место в основе после прихода в команду Стэна Коллимора. Затем Раш и вовсе был продан в «Лидс Юнайтед», и тогда Барнс стал полноправным капитаном команды.
13 августа 1997 года, после 407 игр и 108 голов, Барнс принял решение покинуть «Энфилд» на правах свободного агента. Он пропустил лишь три матча Премьер-лиги в своём последнем сезоне и забил четыре гола. «Ливерпуль» закончил сезон на четвёртом месте.

### «Ньюкасл Юнайтед»
Барнс был приглашён в состав «сорок» бывшим наставником «Ливерпуля» Кенни Далглишем. «Ньюкасл», занявший в прошлом сезоне второе место в Премьер-лиге, провёл ужасный сезон в Премьер-лиге, результатом которого было тринадцатое место «Ньюкасла». Но, тем не менее, команда сумела дойти до финала кубка Англии, где проиграла «Арсеналу» 0:2.

### «Чарльтон Атлетик»
В сезоне 1998/99 Барнса подписал «Чарльтон Атлетик», который только что пробился в Премьер-лигу. Однако, по итогам сезона удержаться в высшем дивизионе команда не сумела, а Джон Барнс объявил о завершении карьеры футболиста.
В общей сложности, Барнс сыграл в 754 матчах и забил 198 голов, поиграв в четырёх разных клубах.

## Карьера в сборной
Барнс родился и жил в Ямайке до 13 лет, но со своей семьёй переехал в Англию и играл впоследствии за английскую национальную команду. Дебютировал за сборную Англии Джон Барнс под руководством Бобби Робсона 28 мая 1983 года, когда он вышел на замену во втором тайме, заменив Лютера Блайсетта. Англичане играли против сборной Северной Ирландии в рамках Домашнего чемпионата Великобритании, на стадионе «Уиндзор Парк» в городе Белфасте.
10 июня 1984 года Барнс забил невероятный гол в ворота сборной Бразилии, обойдя всю оборону соперника. Это был товарищеский матч на стадионе Маракана в Рио-де-Жанейро.
Бобби Робсон не использовал Барнса на ЧМ—1986 до стадии четвертьфинала с Аргентиной. Аргентинцы вели 2:0 после двух легендарных голов Диего Марадоны за 15 минут до конца матча. Гари Линекер тогда забил один мяч, однако на второй гол сил у англичан не хватило и они покинули турнир. После ЧМ-1986 Барнс также вызвался на Евро—88, где английская сборная не набрала ни одного очка в своей группе, и ЧМ-90, в котором англичане оступились на стадии полуфинала. Однако ещё в матче 1/8 финала с бельгийцами он получил травму паха, вскоре после ошибочно отменённого гола Барнса.
Барнс продолжал свою международную карьеру в середине 90—х, но многие болельщики были разочарованы его игрой. Джон сыграл 79 матчей в составе сборной и забил 12 голов, но, играя в составе национальной команды, он выглядел далеко не так хорошо, как в «Ливерпуле». Последнюю игру в составе национальной команды Барнс провёл 6 сентября 1995 года против Колумбии на «Уэмбли». Матч закончился нулевой ничьей, но, тем не менее, эта игра приобрела невероятную известность благодаря «Удару скорпиона» в исполнении Рене Игиты.

## Тренерская карьера

### «Селтик»
Барнс возглавил шотландский «Селтик» в сезоне 1999/00, работая вновь рядом с Кенни Далглишем. По итогам сезона «Селтик» финишировал вторым, а в Кубке Шотландии «обручи» и вовсе вылетели из турнира в третьем раунде. Барнс вскоре был уволен, а остаток сезона команда провела под руководством Далглиша. «Селтик» в том сезоне смог выиграть лишь Кубок лиги. По окончании сезона руководство клуба не стало продлевать контракт с Далглишем и команду возглавил Мартин О’Нил.

### Сборная Ямайки
16 сентября 2008 года Барнс возглавил сборную Ямайки, а его ассистентом назначен Майк Коммэн. Команда смогла одержать победу в Карибском чемпионате 2008 и квалифицировалась на Золотой кубок КОНКАКАФ 2009, как лучшая карибская сборная.
В феврале 2009 Барнс заявил английской газете Sky Sports, что хотел бы вновь возглавить клуб, если представится такая возможность. В мае 2009 появились слухи, что Барнс возглавил клуб второй английской лиги «Порт Вейл», чтобы увидеть, сможет ли он заменить уходящего с поста главного тренера английского клуба Дина Глоуера. Однако, перехода в «Порт Вейл» не произошло. А 14 июня 2009 года Барнс покинул Ямайку и возглавил английский «Транмир Роверс», выступающий в Первой футбольной лиге.

### «Транмир Роверс»
Барнс официально пришёл на пост наставника «Транмир Роверс» 15 июня, его ассистентом был Джейсон Макатир, в прошлом партнёр Барнса по «Ливерпулю». Но уже 9 октября Барнс был уволен за ужасные результаты команды — «Транмир Роверс» одержал лишь две победы в 14 матчах. Затем Барнс работал с молодёжной сборной Руанды.

## Достижения

### Игрока
«Уотфорд»
Второе место
- 1981/82 Второй дивизион
- 1982/83 Первый дивизион
- 1983/84 Кубок Англии

«Ливерпуль»
Чемпион
- 1987/88, 1989/90 Первый дивизион
- 1988/89, 1991/92 Кубок Англии
- 1988/89, 1989/90, 1990/91 Суперкубок Англии
- 1994/95 Кубок Футбольной Лиги

Второе место
- 1987/88, 1995/96 Кубок Англии
- 1988/89, 1990/91 Первый дивизион

«Ньюкасл Юнайтед»
Второе место
- 1997/98 Кубок Англии

### Тренера
Сборная Ямайки
Чемпион
- 2008 Карибский кубок[17]

### Личные
- Игрок года по версии футболистов ПФА: 1988[18]
- Футболист года по версии Ассоциации футбольных журналистов (2): 1988[18], 1990[18]
- Команда года по версии ПФА (3): 1987/88, 1989/90, 1990/91
- Введён в зал славы английского футбола[18]

## Награды
- Назначен кавалером Ордена Британской империи в день рождения королевы 1998[19]

## Личная жизнь
Барнс был женат на девушке Сьюзи, дети — Джейми, Джордан, Джемма и Жасмин, но они развелись и отныне Барнс женат на девушке по имени Андреа, сын — Александр, две дочери — Изабелла и Тиа. Его седьмой ребёнок родился 7 ноября 2010 года, в день рождения самого Барнса.
Вместе с бывшими футболистами Лесом Фердинандом и Лютером Блисеттом он основал команду по автоспорту, нацеленную на помощь молодым гонщикам афро-карибского происхождения. В 2008 году команда пробилась на чемпионат Великобритании на машине Alfa Romeo вместе с белым ямайцем Мэтью Гором и англичанином Дареллом Уилсоном. Через несколько дней после увольнения из футбольного клуба «Транмир Роверс» Барнс был объявлен банкротом.
Барнс едва смог избежать лишение водительских прав, будучи признанным виновным в езде без страховки и многочисленные другие правонарушения.

## СМИ и благотворительная деятельность
Барнс работает комментатором на известной британской корпорации ITV и на телеканале Channel Five, а также еженедельно ведёт собственную передачу под названием The John Barnes Show на телеканале LFC TV (Liverpool Football Club TV), каждый четверг. Он также был представителем организации Save the Children. Барнс появлялся в нескольких шоу и СМИ для продвижения своей благотворительной деятельности.
После восьми проведённых лет без футбола, он открыл несколько тренировочных клиник в Карибском регионе, дав молодым футболистам возможность присоединиться к клубу английской Премьер-лиги «Сандерленд».